# Sala Biellese
Sala Biellese (Sala o Sala 'd Biela in piemontese) è un comune italiano di 525 abitanti della provincia di Biella in Piemonte.

## Geografia fisica
Insieme a quello di Zubiena, il territorio comunale di Sala Biellese è posto nella fascia nord-orientale dell'Anfiteatro morenico d'Ivrea, che in genere viene considerata parte del Biellese anziché del Canavese. Sala Biellese si trova lungo il pendio morenico a 625 m s.l.m. ai piedi delle Alpi biellesi e al confine del sito di interesse comunitario "Serra d'Ivrea" interessato dall'escursionismo slow.

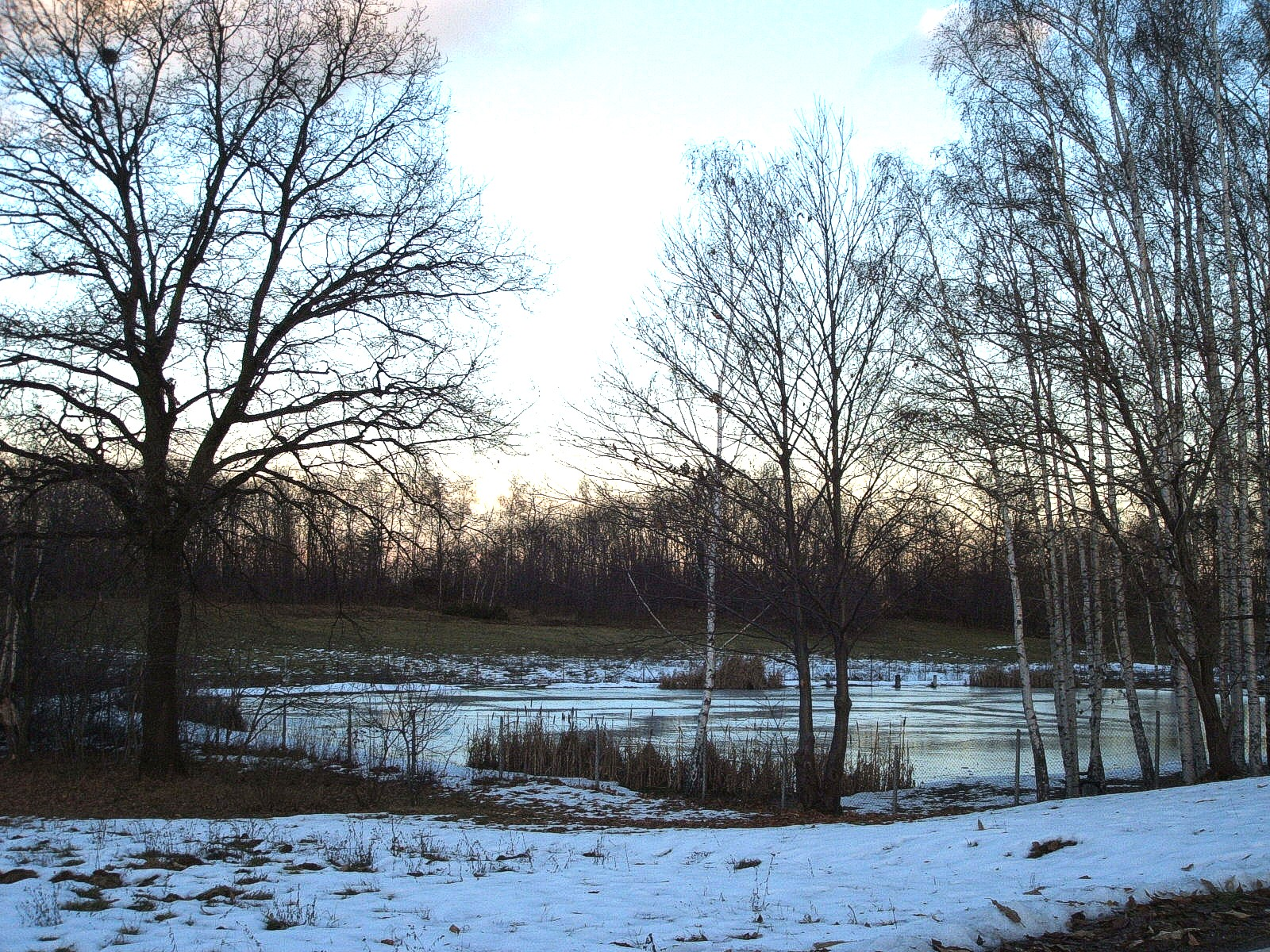
Un laghetto ghiacciato tra Sala Biellese ed Andrate (sommità della serra morenica)

## Storia

### Ottocento
Nel 1896 le tessitrici di Sala, in un'epoca in cui la tessitura a mano era ancora l'attività tradizionale del paese, esercitata soprattutto dalle donne, insorsero contro la pretesa del governo di assoggettare la loro attività a tassazione, come se si trattasse di un'attività industriale. 
Scoppiata la rivolta, nota come la rivolta delle tessitrici, i carabinieri fecero fuoco sulla folla, uccidendo quattro persone. I responsabili della rivolta furono in seguito processati, ma furono assolti..

### Seconda guerra mondiale
Nel corso della Resistenza, gli abitanti del territorio della Serra morenica ed i partigiani che vi si trovavano a combattere diedero vita a un'importante rete di collaborazione sociale, che ha lasciato profonde tracce sul territorio tra Sala e Torrazzo e che lega tra loro questi luoghi emblematici ad altri della resistenza partigiana e della liberazione. Non a caso fu qui che venne trasmessa Radio Libertà.

### Simboli
Lo stemma e il gonfalone del comune di Sala Biellese sono stati concessi con il decreto del presidente della Repubblica n. 4463 del 28 ottobre 1982.

## Monumenti e luoghi d'interesse
- Torre campanaria

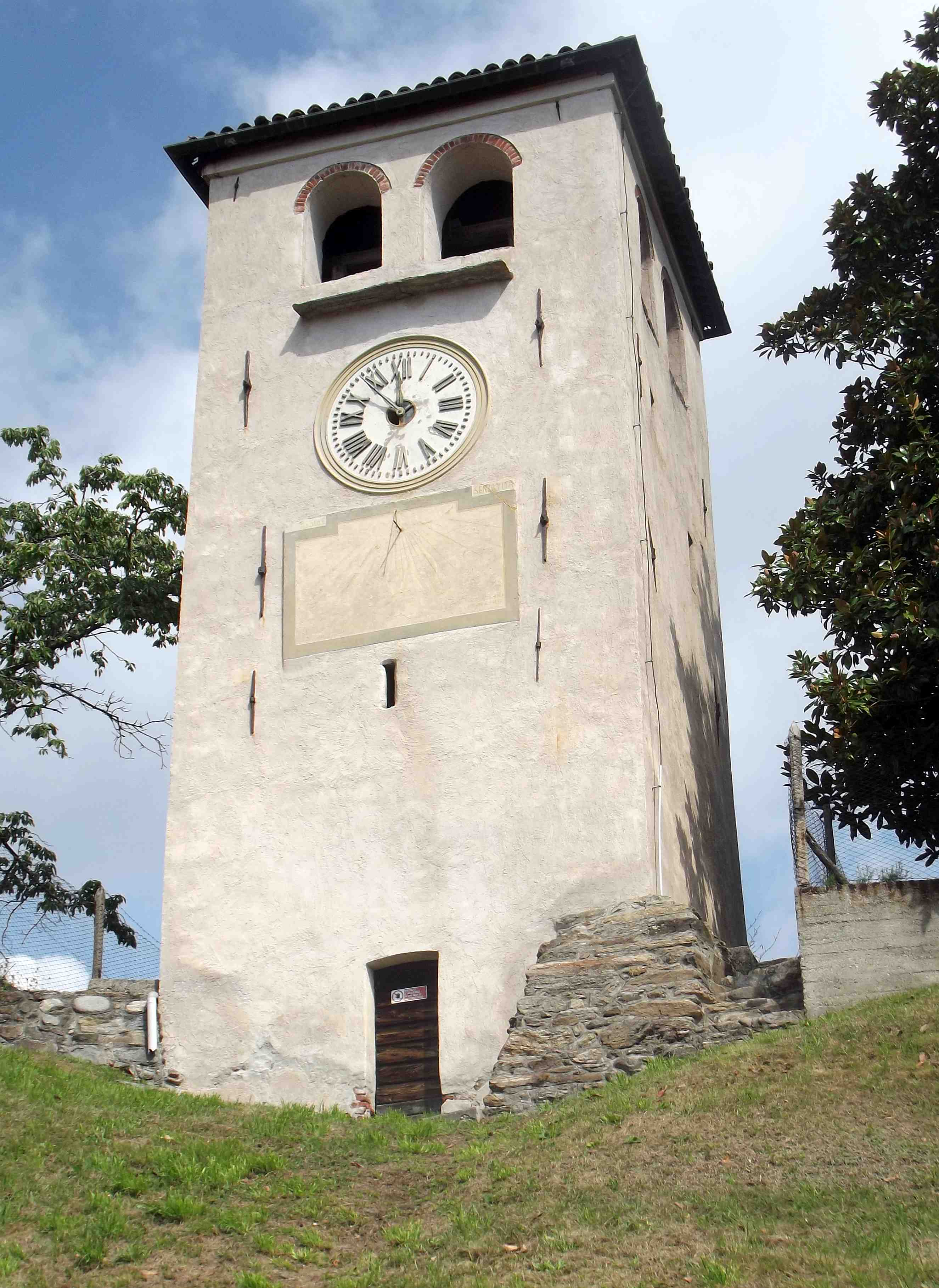
La torre campanaria

- Badia dei Santi Salvatore e Giacomo della Bessa
- Chiesa parrocchiale di san Martino
- In frazione Bornasco, Chiesa della Madonna della Neve e San Giuseppe
- In Località Madonnina, Santuario della Santissima Annunziata
- Oratorio di San Rocco, in Rione Monbello
- Antico telaio a mano
- Rifugio degli Asinelli

## Società

### Evoluzione demografica
Negli ultimi cento anni, a partire dal 1921, la popolazione residente è dimezzata.
Abitanti censiti

### Tradizioni e folclore
La festa patronale, ad agosto, è dedicata alla Madonna della Neve nella frazione di Bornasco, per il Capoluogo il Santo patrono è San Martino (11 novembre).

### Istituzioni, enti e associazioni
A Sala Biellese ha sede la onlus Rifugio degli Asinelli, unico rifugio italiano ufficiale per asini maltrattati che fa capo all'internazionale The Donkey Sanctuary. Il Rifugio, fondato nel 2006 ma aperto al pubblico da agosto 2009, nel 2013 ospitava 172 equini e tra il 2009 e il 2013 era stato visitato 60.000 volte, con 5500 accessi in visita guidata da parte di bambini.
A novembre 2021, il rifugio ospitava 125 asini, muli e bardotti.

## Cultura

### Istruzione

#### Musei
A Sala Biellese ha sede il Museo della Resistenza, in Via Ottavio Rivetti, 5 che fa parte dell'Ecomuseo Valle Elvo e Serra. In esso si conservano vari materiali documentari e iconografici raccolti sul territorio da storici e da protagonisti delle vicende partigiane. La mostra è curata da Elio Parlamento, nome partigiano “Varzi”.  Il museo aderisce al progetto "Rete Museale AMI" per la valorizzazione culturale e la promozione museale dell'area dell'Anfiteatro Morenico d'Ivrea.

### Media

#### Radio
A partire dal 14 dicembre 1944 operò nel Biellese Radio Libertà, che risulta essere stata la sola emittente radiofonica rivolta al pubblico, e che avesse quindi una funzione non direttamente militare, gestita dai partigiani nel corso della resistenza.
Le prime trasmissioni avvennero da Callabiana, e proseguirono per diverse sere, ma nel gennaio del 1945 a causa dell'accresciuta minaccia nemica la radio fu smantellata e trasferita a Sala Biellese, da dove riprese a trasmettere dopo qualche settimana proseguendo la propria attività anche oltre al 25 aprile.

## Amministrazione

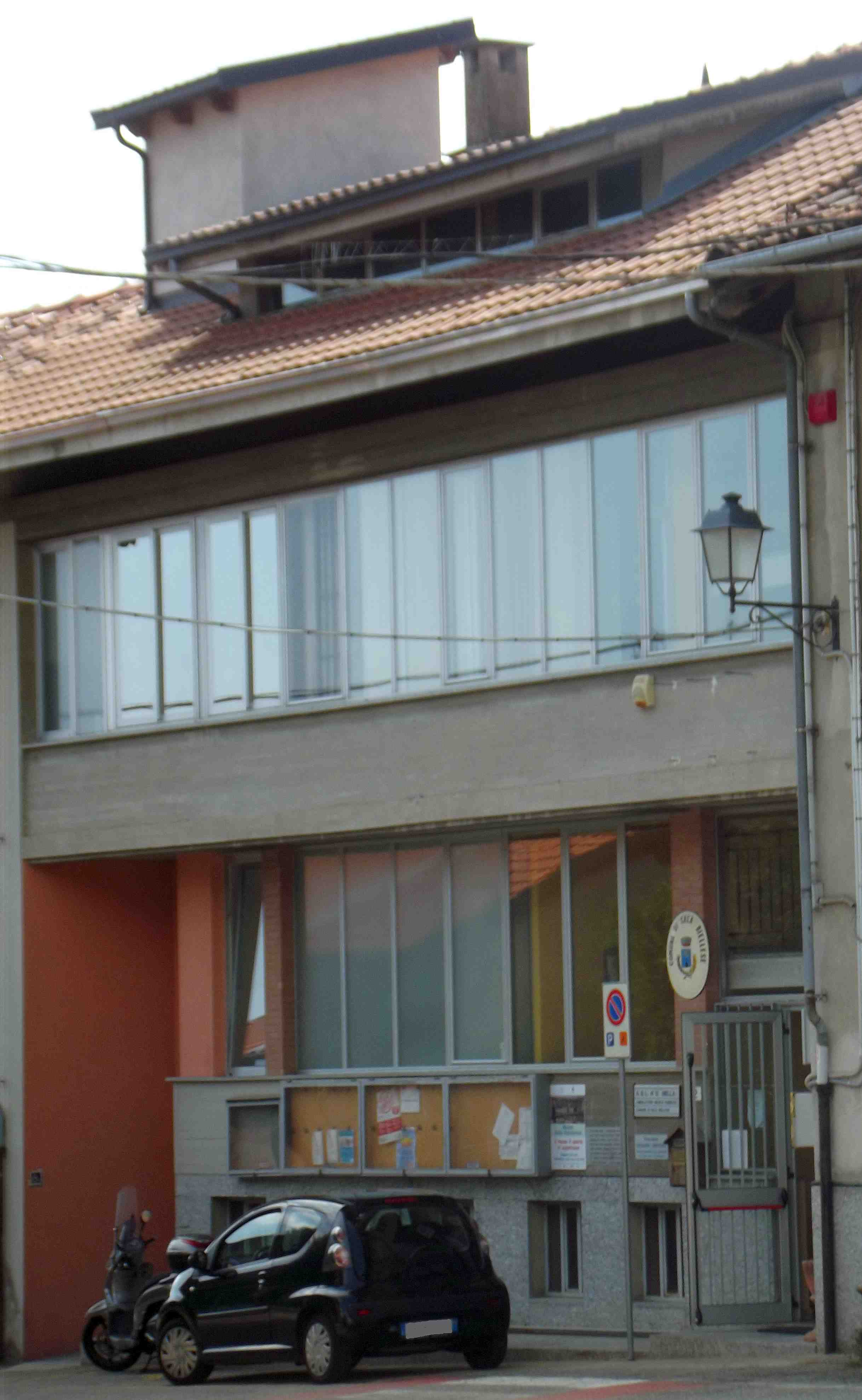
Il municipio

| Periodo | Periodo | Primo cittadino | Partito                            | Carica  | Note       |
| ------- | ------- | --------------- | ---------------------------------- | ------- | ---------- |
| 2004    | 2009    | Silvio Barbera  | lista civica                       | Sindaco |            |
| 2009    | 2014    | Silvio Barbera  | lista civica Insieme Sala Bornasco | Sindaco | II mandato |
| 2014    | 2019    | Michela Pasquin | lista civica                       | Sindaco |            |

### Altre informazioni amministrative
Il comune apparteneva alla Comunità montana Alta Valle Elvo, soppressa nel 2009 e confluita, insieme alla Comunità montana Bassa Valle Elvo, nella Comunità montana Valle dell'Elvo.